# 611. pehotni polk (Wehrmacht)
Za druge 611. polke glejte 611. polk.
611. pehotni polk (izvirno nemško Infanterie-Regiment 611) je bil eden izmed pehotnih polkov v sestavi redne nemške kopenske vojske med drugo svetovno vojno.

## Zgodovina
Polk je bil ustanovljen 14. junija 1941 kot polk 16. vala v WK XIII.
23. junija 1941 je bil polk preimenovan v 611. pehotni nadomestni polk, dodeljen 201. pehotni nadomestni brigadi in poslan v Generalno guvernijo.